# Zangherella
Genre
Zangherella est un genre d'araignées aranéomorphes de la famille des Anapidae.

## Distribution
Les espèces de ce genre se rencontrent en Europe du Sud et en Afrique du Nord.

## Liste des espèces
Selon World Spider Catalog (version 16.0, 14/07/2015) :
- Zangherella algerica (Simon, 1895)
- Zangherella apuliae (Caporiacco, 1949)
- Zangherella relicta (Kratochvíl, 1935)

## Publication originale
- Caporiacco, 1949 : L'aracnofauna della Romagna in base alle raccolte Zangheri. Redia, vol. 34, p. 237-288.